# Francisco Quílez Izquierdo
Francisco Quílez Izquierdo, conegut com a Quilates (1912 - Sant Sebastià, 13 de setembre de 1973), va ser un periodista esportiu espanyol.

## Biografia
Va estudiar a la Universitat Pontifícia de Comillas. Pioner del periodisme esportiu a Espanya, la seva carrera professional es va desenvolupar fonamentalment a les ones de la Cadena SER, en la qual va ingressar en 1930, quan l'emissora encara es deia Unión Radio.
Finalitzada la Guerra Civil espanyola, va ser un dels professionals que va establir les bases del periodisme esportiu a Espanya, al costat d'altres mestres com Matías Prats Cañete o Vicente Marco Orts. Entrada la dècada dels cinquanta va posar en marxa l'espai Siguiendo los deportes en la mateixa Cadena SER. També va dirigir la revista Gran Premio.
Gran aficionat a les curses de cavalls, va ser un dels grans impulsors d'aquest esport en Espanya. Actualment un dels premis de l'Hipòdrom de La Zarzuela porta el seu nom.
En 1965 va rebre el Premi Ondas a la Millor labor esportiva per la seva carrera en la Cadena SER. Va morir a l'Hospital Provincial de Sant Sebastià el 13 de setembre de 1973 a causa d'una trombosi després d'operar-se una úlcera pèptica.